# Skagi
Skagi is een schiereiland in de regio Norðurland vestra in het noorden van IJsland. Het wordt begrensd door de Húnaflói in het westen en de Skagafjörður in het oosten.
De ongeasfalteerde Skagavegur (Skagaweg) met wegnummer 745 begint in het westen bij Skagaströnd en loopt in een noordelijke boog vrijwel helemaal rond Skagi en sluit in het zuidoosten aan op de geasfalteerde 744 die dwars door de basis van het schiereiland terug naar het westen loopt. Van Skagaströnd loopt de Skagastrandarvegur (Skagastrandarweg), wegnummer 74, naar het 22 km zuidelijker aan de ringweg gelegen Blönduós, de grootste plaats van het schiereiland. Bij Blönduós vloeit de Blanda, met zijn 125 kilometer lengte een van de langste rivieren van het land, in de Húnafjörður. Skagi is vanwege haar vele meren een populaire bestemming voor sportvissers.
Enkele bezienswaardigheden van het schiereiland zijn de 10 kilometer lange en 40 tot 50 meter hoge kliffen van Króksbjarg, een vuurtoren met fraaie basaltformaties bij Kálfshamarsvík, de overblijfselen van een vulkaan bij Ketubjörg en Grettislaug, een warme bron waar Grettir de Sterke zich in verwarmd zou hebben.

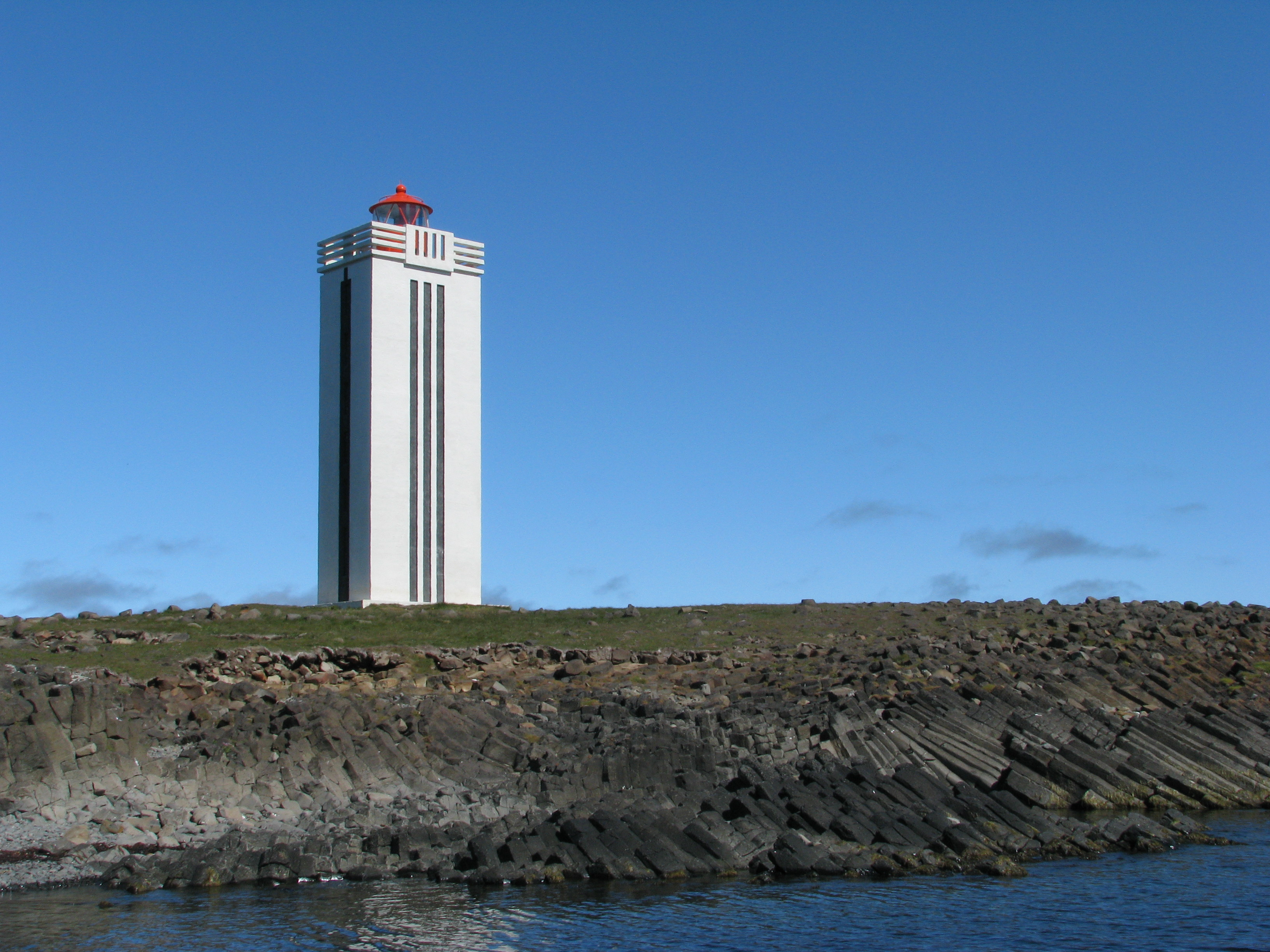
Basalt en vuurtoren van Kálfshamarsvík.
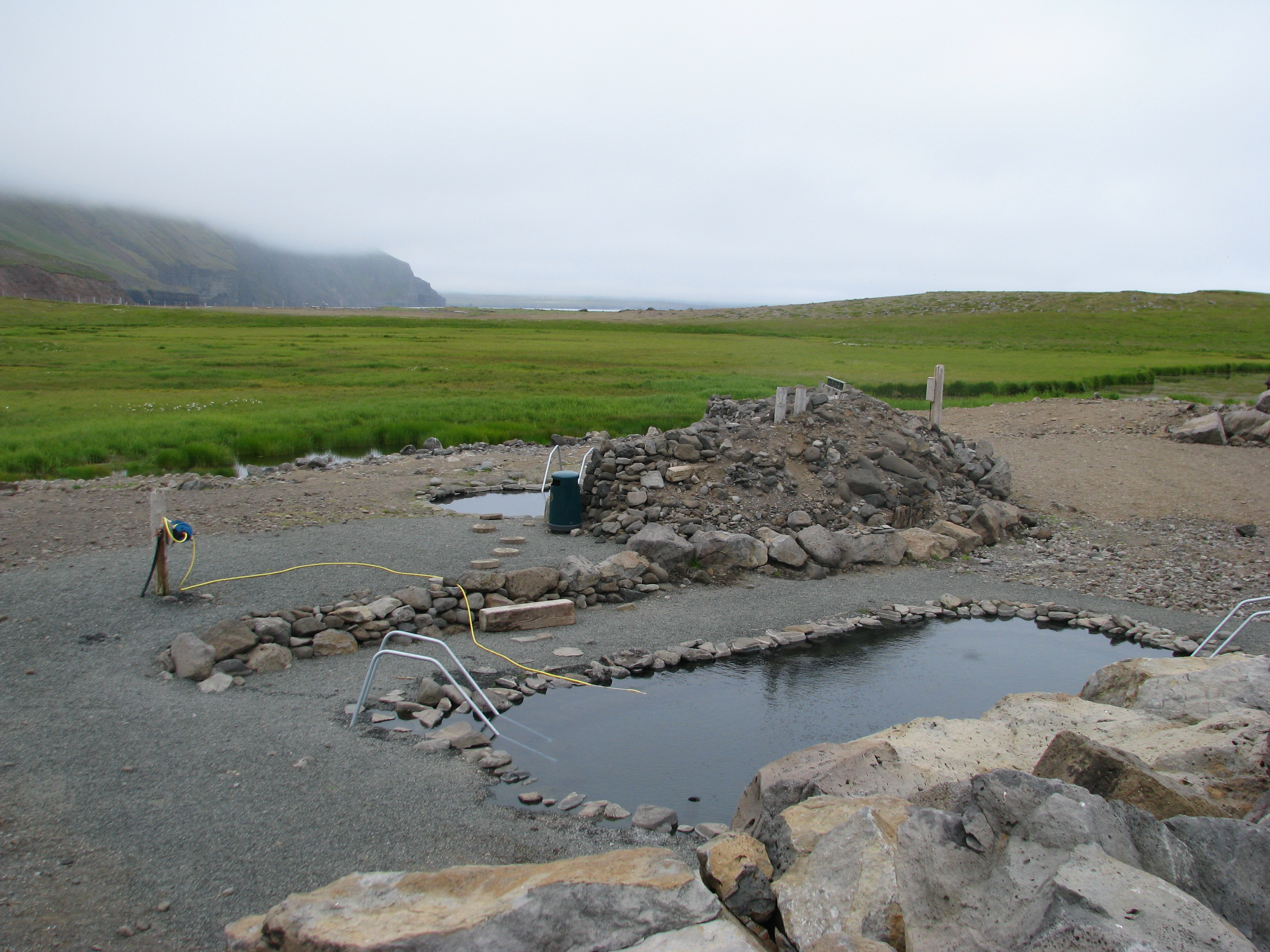
Grettislaug.
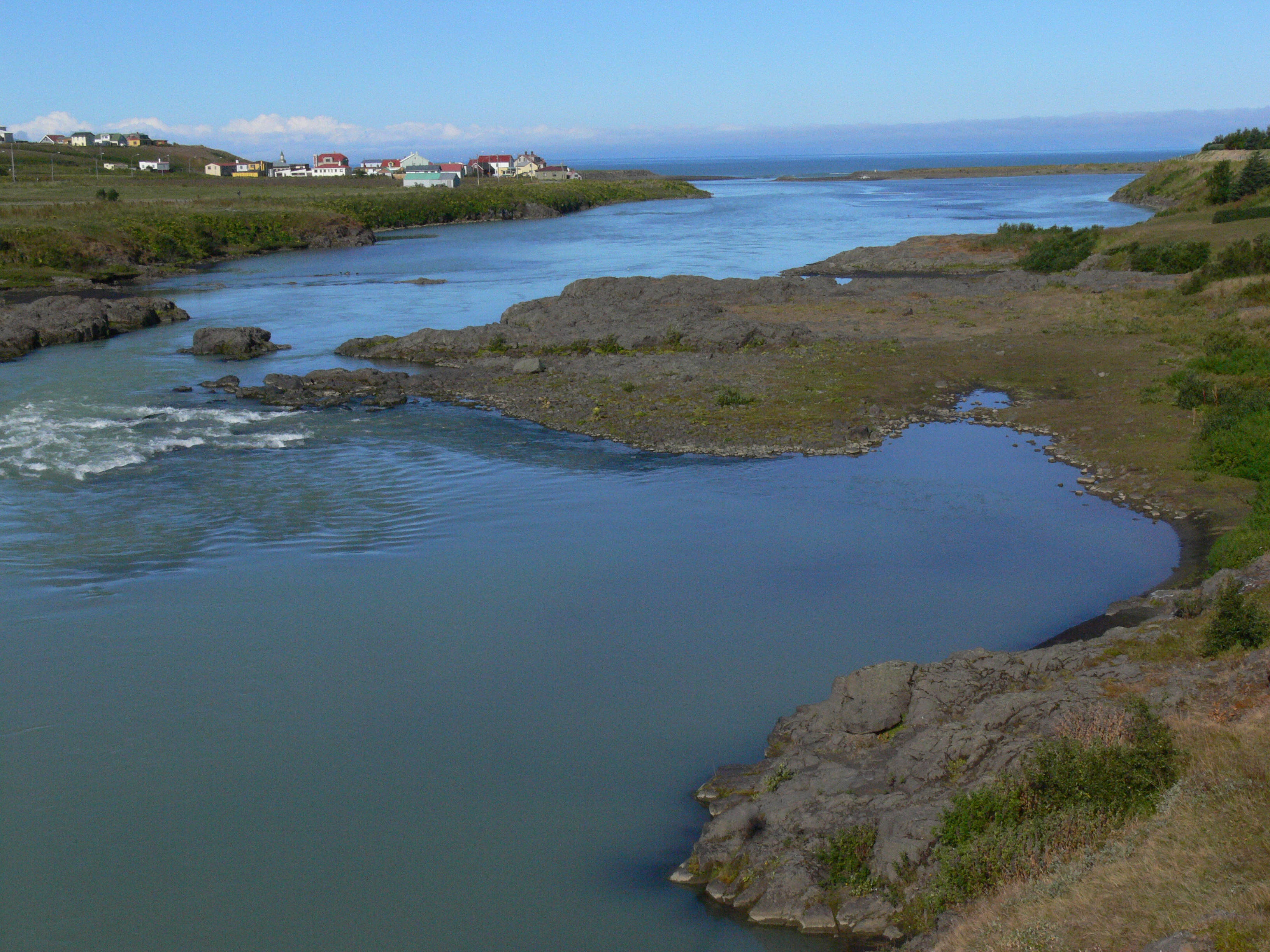
Blönduós aan de Blanda.